# 莫诺斯洛
莫诺斯洛，是匈牙利维斯普雷姆州所辖的一个村，总面积7.46平方公里，总人口133，人口密度17.8人/平方公里（2010年1月1日）。